# 3075 Bornmann
3075 Bornmann eller 1981 EY15 är en asteroid i huvudbältet som upptäcktes den 1 mars 1981 av den amerikanska astronomen Schelte J. Bus vid Siding Spring-observatoriet. Den är uppkallad efter den amerikanske astronomen Patricia L. Bornmann.
Asteroiden har en diameter på ungefär 4 kilometer.